# Matija Dolenc
Matija Dolenc, slovenski odvetnik in strokovni prevajalec, * 30. marec 1810, Vipava, † 26. oktober 1876, Dunaj.
Matija Dolenc je študiral pravo na Dunaju in tam leta 1848 odprl odvetniško pisarno. Postal je eden najvidnejših dunajskih odvetnikov. Veliko je pomagal slovenskim kmetom, ki so na Dunaj prihajali reševat spore z zemljiškimi gospodi in lokalnimi oblastmi. Bil je ena osrednjih osebnosti dunajskega narodnega in političnega društva Slovenija in zanj sestavil najpomembnejše dokumente. Sodeloval je tudi pri prevodu Občega državnega zakonika in bil član državnega sodišča.